# Weapemeoc

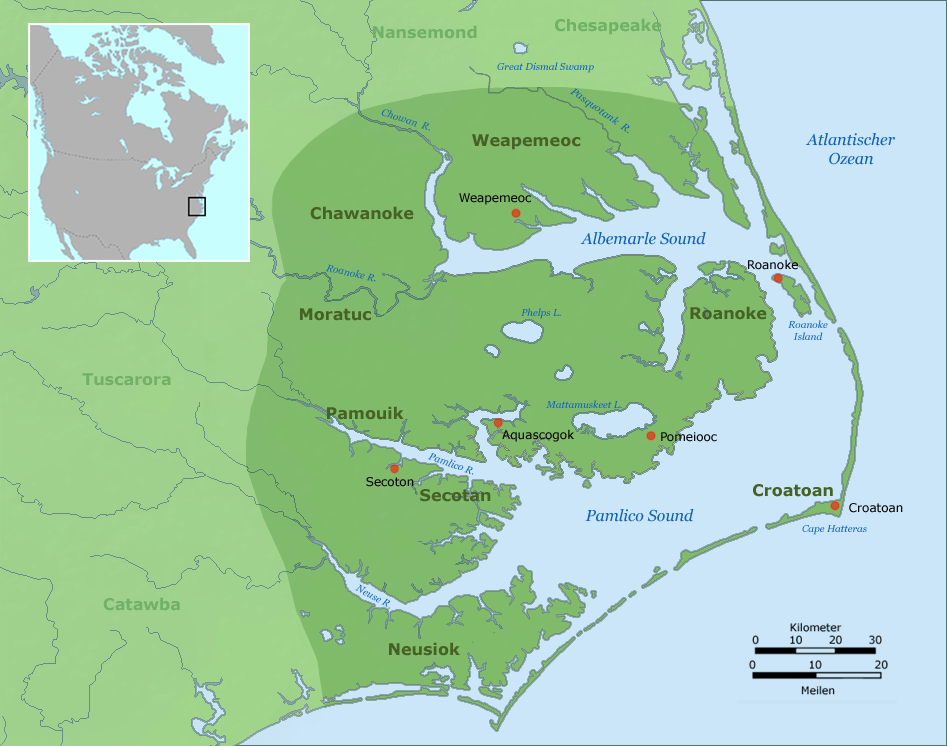
Wohngebiet der Weapemeoc und benachbarter Stämme um 1584/85

Die Weapemeoc, auch Yeopim genannt, waren ein Indianerstamm, dessen Wohngebiet im Nordosten des heutigen Bundesstaats North Carolina in den Vereinigten Staaten lag. Sprachlich sind sie der kleinen Gruppe der North-Carolina-Algonkin zuzuordnen.

## Wohngebiet und Demografie

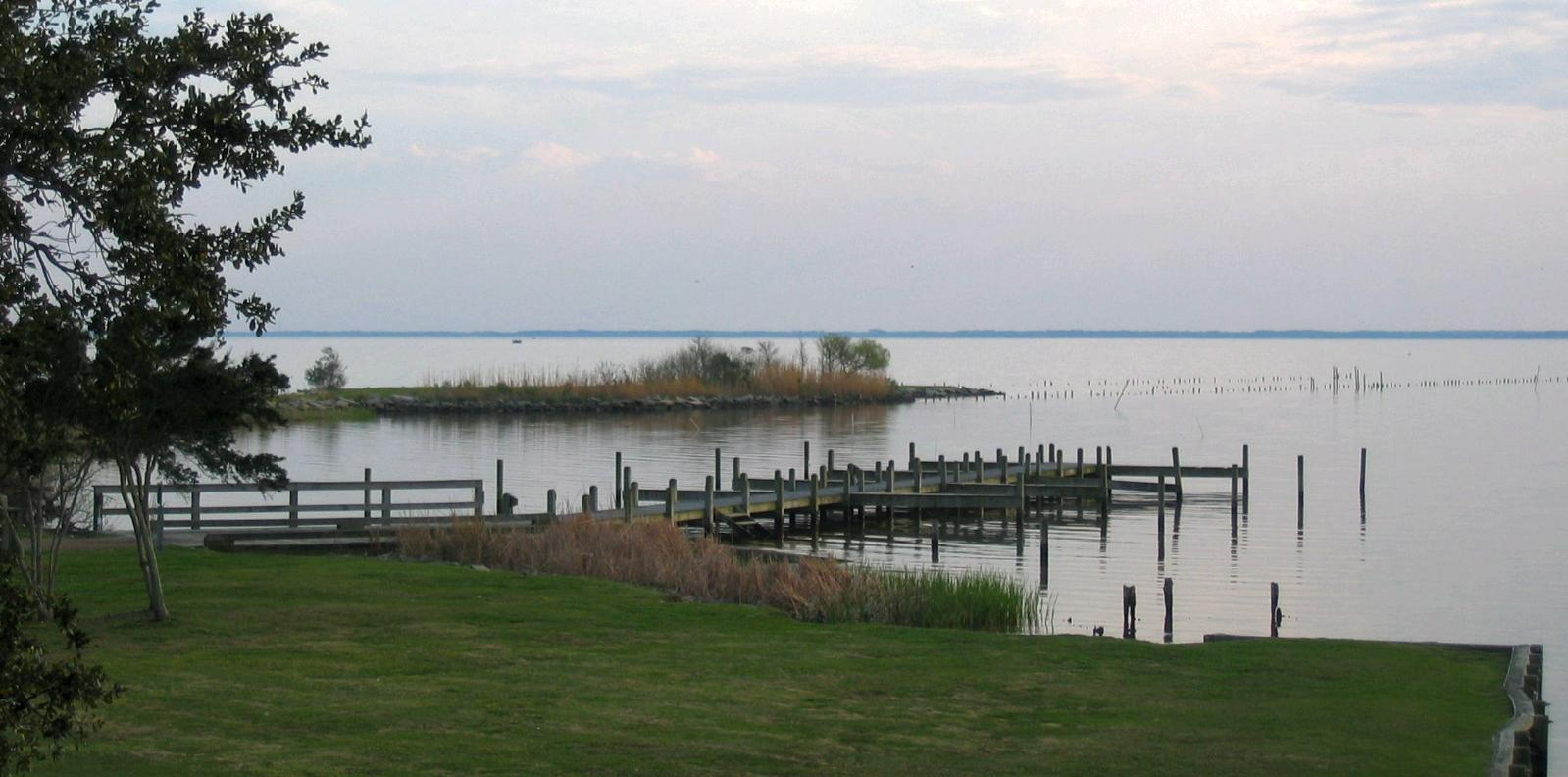
Blick auf den Currituck Sound in North Carolina

Zur Zeit des ersten Kontaktes mit den Europäern um 1585 umfasste das Territorium der Weapemeoc das Gebiet südlich der Chesapeake Bay und nördlich des Albemarle Sounds. Das Land ist noch heute in großen Teilen sumpfig, deshalb lagen ihre Dörfer hauptsächlich an den Flüssen und Meeresarmen zum Albemarle Sound. Der Stamm war in vier Gruppen aufgeteilt, nämlich in die Paspatank, Perquiman, Poteskeit und Yeopim, die an den nach ihnen benannten Flüssen lebten. Um 1685 bewohnten sie die Dörfer Pasquenoke, Masequetuc, Chepanoc, Tramaskecooc und Mascomenge. Zu Beginn des 18. Jahrhunderts fand man die Gruppen der Weapemeoc weiter östlich an der Küste zwischen dem Pasquotank River und dem Currituck Sound.
Um 1584/85 hatten die Chowanoke laut Schätzung der englischen Entdecker rund 1.500 Stammesangehörige. James Mooney bezifferte die Bevölkerungszahl ebenfalls auf 1.500 bis 1.600 Angehörige. Im Jahr 1707 gab es laut John Lawson noch 20 Weapemeoc. 1730 wohnten die wenigen überlebenden Weapemeoc in einem Dorf am North River, das ihnen vom Obersten Gerichtshof (en. General Court) als Reservat zugewiesen wurde. Die letzte Information über lebende Weapemeoc stammt aus dem Jahr 1733. Danach gelten sie als ausgestorben.

## Lebensweise und Kultur

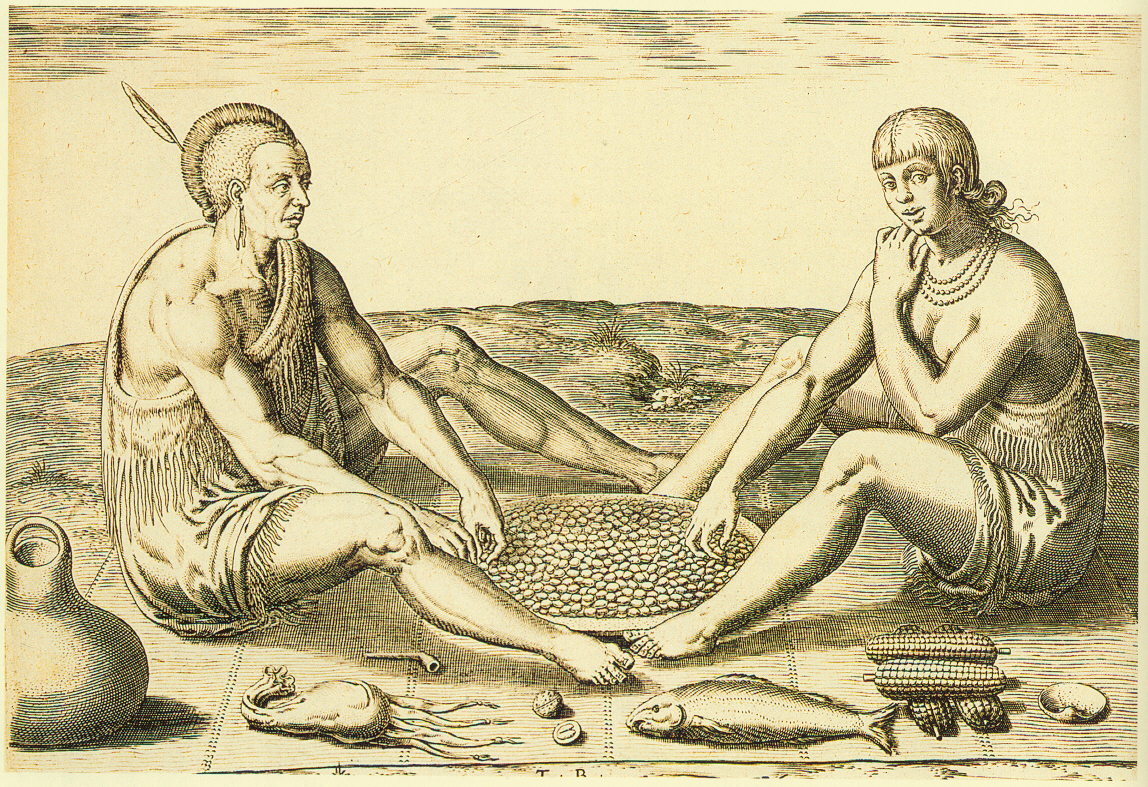
North-Carolina-Algonkin beim Essen

Zur Zeit der Ankunft der englischen Kolonisten um 1585 bestand die Hauptnahrung der Weapemeoc aus Fleisch und Fisch. Die Jagd auf wildlebende Säugetiere und Geflügel sowie der Fischfang gehörte neben dem Gartenbau und Sammeln von Wildkräutern zu ihren wichtigsten Tätigkeiten.
Aus den Aufzeichnungen des englischen Kolonisten und Wissenschaftlers Thomas Harriot wissen wir, dass ihre Werkzeuge nicht aus Metall bestanden, sondern aus den ihnen verfügbaren Materialien. Ihre Jagd- und besonders die Fischfangmethoden in den flachen Gewässern der Sunde waren erheblich erfolgreicher, als die der Engländer. Gewöhnlich fingen sie Fische mit netzartigen Fischwehren, die sie quer durch Flüsse oder Meeresarme spannten. Diese Netze waren aus zusammengebundenem Reet gefertigt und wurden mittels Pfosten im Meeres- oder Flussgrund befestigt. Die Enden der Pfosten ragten aus dem Wasser und ähnelten einem Zaun, der trichterförmig angeordnet war. Eine weitere Fangtechnik war das Erlegen der Fische mit einem Speer, entweder vom Kanu aus oder beim Waten im flachen Wasser. Der Speer hatte einen Schaft aus Holz oder Ried, war an einem Ende zugespitzt oder besaß den Schwanz einer Königskrabbe als Speerspitze.
Gejagt wurde mit Pfeil und Bogen, wobei sich die Jäger im hohen Reet an das Wild anschlichen. Die Bogen bestanden aus Ahorn- oder Haselnusszweigen und die Pfeile aus Reet mit einer Spitze aus Muscheln, Stein oder einem Fischzahn. Gelegentlich waren die Pfeilspitzen vergiftet.
Als Ergänzung zu Fleisch, Fisch und Wildkräutern bauten die Weapemeoc verschiedene Feldfrüchte an. Mais war sehr verbreitet und fehlte bei fast keiner Mahlzeit. Harriot war von der Vielfalt und großen Ertragsmenge von indianischem Mais sehr beeindruckt. Außerdem berichtete er von Bohnen, Kürbissen, Squash und Gurken. Kürbisse wurden roh und gekocht verzehrt und waren oft Bestandteil einer Mahlzeit. Flaschenkürbisse wurden jedoch eher als Rasseln, Schöpfkellen und Vorratsbehälter genutzt. Sonnenblumen wurden 1,80 m und größer und aus dem Mehl ihrer Kerne wurde Brot gebacken, während die Asche der Stängel von Melden (Atriplex) als Salzersatz diente.
Tabak, vermutlich Nicotiana rustica, wurde laut Harriot separat auf speziellen Flächen angebaut. Die getrockneten Blätter wurden zu religiösen und zeremoniellen Zwecken im heiligen Feuer verbrannt und Tabakrauch spielte auch in der indianischen Medizin eine große Rolle.
Im Gegensatz zu ihren nördlichen Verwandten in Virginia wurde der Boden vor dem Pflanzen kaum gedüngt. Trotzdem war er außerordentlich fruchtbar, wie Harriot feststellte, und ließ zwei Ernten im Jahr zu. Die Saat wurde nicht in Reihen eingebracht, sondern in kleinen Hügeln. Die Feld- und Gartenarbeit leisteten wahrscheinlich überwiegend Frauen. Bei den Indianern gab es nur eine geringe arbeitsspezifische Spezialisierung und eine Familie von ausreichender Größe konnte gut von den Früchten ihrer Arbeit leben. Lediglich beim Roden von Wäldern, Bekämpfen von Schädlingen, sowie beim Fischfang und der Jagd gab es eine gewisse Zusammenarbeit. Die Tributzahlungen an die Oberklasse waren, verglichen mit heutigen Steuern, relativ hoch. Wie John Lawson und andere Zeitgenossen beobachteten, litten einfache Stammesmitglieder oftmals Not und es gab Nahrungsvorräte, mit denen Bedürftige versorgt werden konnten. Allgemein waren die Felder Privateigentum, das die lokalen Indianer offenbar gewissenhaft respektierten.
Die Agrikultur der Indianer North Carolinas kann nicht als hochentwickelt bezeichnet werden. Es gab nur sehr wenige unterschiedliche Feldfrüchte: Ein Getreide, ein paar Hülsenfrüchte, ein Gewürz, keinen Kohl, keinen Salat und keine Haustiere. Der Anbau immer gleicher Feldfrüchte erschöpfte den Boden und zwang die Bewohner, regelmäßig umzuziehen und neue Ackerflächen zu kultivieren. Aber über viele Jahrhunderte hinweg half der Ackerbau den hart arbeitenden Ureinwohnern, ihre unzureichenden Nahrungsquellen aufzubessern.

## Geschichte
Philip Amadas traf 1584 auf die Yeopim und andere Weapemeoc, als er geeignetes Land für den Standort der ersten englischen Kolonie suchte. Zu dieser Zeit wurden die Weapemeoc von Häuptling Okisco geführt. Sie waren Verbündete ihrer westlichen Nachbarn, den Chowanoke unter ihrem Häuptling Menatonon. Die östlichen Nachbarn waren die Roanoke unter Häuptling Wingina. Als es zu Spannungen zwischen den Kolonisten und den Roanoke kam, stellte sich Menatonon auf die Seite der Engländer und verlangte von Okisco, sich ebenfalls mit ihnen zu verbünden. Doch Okisco und seine Stammesmitglieder verweigerten die Teilnahme am Krieg und zog mit ihnen weiter ins Landesinnere. Das von den Weapemeoc bewohnte Land war überwiegend sumpfig und deshalb für weiße Siedler zunächst von wenig Interesse.
Sie wurden dennoch von europäischen Krankheiten infiziert, gegen die sie keine Widerstandskräfte besaßen. Viele Weapemeoc starben an Pocken und Masern oder wurden bei Konflikten mit anderen Stämmen getötet. Zu ihren Feinden gehörten in erster Linie die im Westen und Südwesten lebenden Sioux- und Irokesenstämme. Um 1707 gab es Lawson zufolge nur noch 20 Stammesangehörige.
Im Jahr 1697 beklagten sich die Yeopim bei der Kolonialregierung über das Eindringen weißer Siedler in ihr Land. Zur Lösung des Problems errichtete die Regierung 1704 für den Stamm ein Reservat von 41,5 km am North River. Gleichzeitig wurde zwischen dem Stamm und der Kolonialregierung ein Vertrag geschlossen, der dem Stamm alle Jagd- und Fischereirechte zusicherte, andererseits konnten die Engländer die Hälfte aller Gold- und Silberfunde auf dem Land beanspruchen. Um 1733 existierte im Reservat das Dorf Yawpim, das heute unter dem Namen Indiantown bekannt ist und dessen Überreste zur Zeit von Archäologen untersucht werden. 1739 verkauften die Yeopim ihr letztes Land im Reservat, an dessen Standort 1992 ein sogenannter Marker (Gedenktafel) errichtet wurde. Er enthält den folgenden Text: „Yeopim - Reservation established for Yeopim Indians in 1704; sold after 1739. Northern boundary nearby; village was 2 miles S.E.“ (Reservation für Yeopim-Indianer wurde 1704 eingerichtet. In der Nähe war die Nordgrenze; das Dorf lag 3,2 km südöstlich).